# NSU Prinz
NSU Prinz je automobil njemačke tvrtke NSU Motorenwerke AG, koji se proizvodio od 1957. do 1973. g. NSU-ov model NSU Spider (kabriolet osnovan na modelu NSU Prinz Sport) je bio prvi automobil koji je koristio tip motora s unutarnjim izgaranjem koji se naziva Wankelov motor, prema izumitelju Felix Wankelu, a koji je korišten i modelu NSU Ro 80
.
Prvotni model automobila oznake NSU Prinz 30 je 1961. g. redizajniran, pod novom oznakom NSU Prinz 4, te se nastavio proizvoditi do 1962. g., dok se NSU Prinz 4 proizvodio od 1961. g. do kraja proizvodnje 1973.
Prema licenci NSU Prinz se proizvodio u Sarajevu u tvrtki PRETIS (Preduzeće Tito Sarajevo). 
Model NSU Sport Prinz dizajnirao je Franco Scaglione iz studija Bertone, a ukupno je proizvedeno otprilike 20.831 automobil od 1959. do 1967.